# Парчевски окръг
Парчевски окръг (на полски: Powiat parczewski) е окръг в Източна Полша, Люблинско войводство. Заема площ от 952,20 км2. Административен център е град Парчев.

## География
Окръгът обхваща земи от историческите региони Полесия и Малополша. Разположен е в северната част на войводството.

## Население
Населението на окръга възлиза на 36 317 души (2012 г.). Гъстотата е 38 души/км2.

## Административно деление
Административно окръгът е разделен на 7 общини.
Градско-селска община:
- Община Парчев

Селски общини:
- Община Дембова Клода
- Община Милянов
- Община Подедвоже
- Община Сосновица
- Община Шемен
- Община Яблон

## Фотогалерия
- Парчев
- Милянов
- Подедвиже